# The Third Degree (film 1913)
The Third Degree è un film muto del 1913 diretto da Barry O'Neil. Charles Klein firma, insieme al regista, la sceneggiatura che si basa sull'omonimo lavoro teatrale dello stesso Klein.
Prodotto dalla Lubin e distribuito dalla General Film Company, aveva come interpreti Gaston Bell, Robert Dunbar, Carlotta Doti, Robert Whittier, George Soule Spencer, Lilie Leslie.

## Trama
Finita l'università, Robert Underwood - aspirante artista - e Howard Jeffries junior - rampollo dissoluto di una ricca famiglia - affrontano la vita ma incontrano solo occasioni sfortunate. Robert, l'artista, intraprende una carriera cercando di sfruttare il nome della nuova moglie di Jeffries senior, una sua vecchia fiamma, ma la cosa non gli porta clienti. Così, depresso, minaccia di uccidersi. Howard, dal canto suo, viene cacciato di casa dal padre perché ha sposato Annie, una cameriera. Ubriaco, Howard junior si addormenta sul divano in casa dell'amico. Quest'ultimo, dopo un'ultima disperata richiesta di aiuto alla signora Jeffries, al suo rifiuto di aiutarlo, si uccide.
La polizia non crede al suicidio e arresta invece Howard, che viene accusato di omicidio. Il giovane viene sottoposto a duri interrogatori, torturato dalla polizia che cerca di indurlo a confessare. Suo padre, il vecchio Jeffries, gli rifiuta addirittura l'avvocato. Sarà Annie, la moglie di junior, a convincere l'avvocato di famiglia a difendere il marito, sfidando il suocero. Al processo, l'avvocato usa l'ipnosi per ricostruire la vicenda e un esperto, il dottor Bernstein, invalida la confessione estorta. La signora Jeffries, allora, esibisce l'ultima lettera scritta dal suicida che scagiona completamente Howard.

## Produzione
Il film fu prodotto dalla Lubin Manufacturing Company.

### Soggetto
Il dramma su cui si basa il soggetto del film è un lavoro teatrale di Charles Klein. L'autore lo mise in scena a Broadway, prodotto da Henry B. Harris. Lo spettacolo debuttò all'Hudson Theatre la sera del 1º febbraio 1909, chiudendo in giugno dopo 168 recite.

## Distribuzione
Il copyright del film, richiesto dalla Lubin Mfg. Co., fu registrato l8 dicembre 1913 con il numero LU1759. Distribuito dalla General Film Company, uscì nelle sale cinematografiche statunitensi il 29 dicembre 1913.
Non si conoscono copie ancora esistenti della pellicola che viene considerata presumibilmente perduta.

## Altre versioni
Il lavoro teatrale di Charles Klein fu portato altre volte sullo schermo.
- The Third Degree, regia di Barry O'Neil  (1913)
- The Third Degree, regia di Tom Terriss (1919)
- The Third Degree, regia di Michael Curtiz (1926)